# Труфаниха (Вологодская область)
Труфаниха — деревня в Тарногском районе Вологодской области.
Входит в состав Маркушевского сельского поселения, с точки зрения административно-территориального деления — в Маркушевский сельсовет.
Расстояние по автодороге до районного центра Тарногского Городка — 22 км, до центра муниципального образования Заречья — 4 км.
По данным переписи в 2002 году постоянного населения не было.